# Natriumarsenit
Natriummetaarsenit ist eine anorganisch-chemische Verbindung. Es ist das Natriumsalz der Arsenigen Säure.

## Verwendung
Natriumarsenit wird als Pestizid sowie in Farbstoffen, Antiseptikums und Seifen verwendet.

## Herstellung
Es kann durch die Reaktion von Arsentrioxid mit Natriumhydroxid gewonnen werden:
{\displaystyle \mathrm {As_{2}O_{3}+2\ NaOH\rightleftharpoons 2\ NaAsO_{2}+\ H_{2}O} }
Eine Darstellung auf analogem Weg mit Natriumcarbonat ist ebenfalls möglich.

## Eigenschaften
Natriumarsenit ist ein in Wasser löslicher Feststoff, der farblose und sehr giftige hygroskopische Kristalle bildet. Es absorbiert Kohlenstoffdioxid.

## Sicherheitshinweise
Natriumarsenit ist ein Kontaktgift und kann Erbgutveränderungen, Entzündungen und Reizungen von Augen, Lungen und Schleimhäuten auslösen. Bei allen Einnahmen oder Kontakten gilt: Sofort mit Wasser ausspülen und beim versehentlichen Verschlucken oder Einatmen sollte man einen Arzt kontaktieren. Nicht in der Nähe von Kindern aufbewahren und beim Arbeiten mit Natriumarsenit geeignete Handschuhe tragen.